# La porta del mistero
La porta del mistero (Remains to Be Seen) è un film del 1953 diretto da Don Weis.

## Trama
Waldo Williams, proprietario di un condominio, trova morto uno dei suoi inquilini. Il medico dell'uomo, il dottor Glenson, afferma che la morte è dovuta a cause naturali, ma poco dopo viene trovato un coltello conficcato nel petto del cadavere. A complicare la situazione entra in scena Jody Revere, nipote del defunto ed erede dei suoi beni. La ragazza vorrebbe rinunciare all'eredità, ma ci ripensa quando viene a sapere che i beni dello zio andrebbero all'antipatica Valeska Chauvel. Waldo si innamora di Jody, corteggiata anche dall'avvocato Benjamin Goodman.
Nel frattempo Valeska tenta più volte di uccidere Jody, ma poco dopo viene trovata morta da Waldo e Jody. Il mistero si infittisce e la polizia brancola nel buio. I due innamorati si improvvisano quindi detective e scoprono che l'assassino è il dottor Glenson; l'uomo era innamorato di Valeska, la quale lo aveva lasciato perché innamorata dello zio di Jody, cliente del dottore. Glenson, sapendo che l'uomo era malato di diabete, gli aveva iniettato una dose eccessiva di insulina. Valeska lo aveva scoperto e aveva piantato un coltello nel cadavere per rovinare il piano di Glenson, per questo poi era stata uccisa. Risolto il mistero, Jody e Waldo si sposano.